# Душитель из Цинциннати
Душитель из Цинциннати (англ. Cincinnati Strangler) — прозвище неустановленного американского серийного убийцы, ответственного за убийство семи женщин на территории города Цинциннати (штат Огайо) в период с декабря 1965 по 9 декабря 1966 года. В ходе расследования основным подозреваемым в совершении серии убийств был объявлен местный житель Постил Ласки-младший, который 9 декабря 1966 года был арестован по обвинению в одном из убийств и впоследствии был осуждён. Несмотря на то, что обвинения в совершении других убийств ему в последующие годы никогда не предъявлялись, СМИ и полиция идентифицировали его как «Душителя из Цинциннати» и возложили на него ответственность за смерть остальных жертв серийного убийцы, так как по официальной версии следствия убийства после его ареста прекратились.

## Серия убийств
В качестве жертв преступник выбирал женщин в возрасте от 31 до 81 года, проживающих в разных социально-жилищных комплексах Цинциннати, населённых представителями маргинального слоя общества с низким уровнем дохода. В пяти убийствах из семи он подверг своих жертв сексуальному насилию. Первой жертвой стала домохозяйка, 56-летняя, Эмоджин Харрингтон, которая была задушена 2 декабря 1965 года. Четыре месяца спустя, 4 апреля 1966 года, 58-летняя Лоис Пэнт была найдена задушенной, изнасилованной и избитой в своей квартире на первом этаже. Она разговаривала с другом по телефону и повесила трубку, когда раздался стук в дверь, который по версии следствия произвёл её убийца. 10 июня 1966 года «Душитель» совершил нападение на 56-летнюю Матильду Жаннет Мессер в районе одного из парков города, в ходе которого избил её и подверг изнасилованию, после совершения которого также задушил её. Собаку Мессер преступник после совершения убийства привязал к дереву в непосредственной близости от её тела.
Следующей жертвой серийного убийцы стала 31-летняя Барбара Боумэн, которая подверглась нападению 14 августа того же года. В тот день Боумэн находилась в одном из баров, после чего вызвала такси с целью поездки домой. После приезда автомобиля Барбара забралась внутрь автомобиля, водителем которого был замечен молодой афроамериканец. Менее чем в двух кварталах от своей квартиры Барбара Боумэн в салоне автомобиля подверглась попытке изнасилования со стороны водителя такси. Она оказала ожесточённое сопротивление, в ходе которого получила семь ударов ножом в горло. Вскоре после приезда полиции Боумэн умерла. Свидетели преступления дали описание внешности преступника и назвали номер автомобиля, на котором он передвигался. Из-за её возраста и того факта, что преступник применил нож, Барбара была исключена из списка жертв серийного убийцы, но позже была включена. В ходе расследования было установлено, что преступник передвигался на такси, принадлежащем компании Yellow Cab Company, имеющем номер 186. О его угоне было заявлено в полиции за несколько часов до убийства Барбары Боумен. 31-летняя Боумен стала самой молодой жертвой из числа убитых женщин.
11 октября того же года «Душитель из Цинциннати» убил 51-летнюю Элис Хокауслер. Через девять дней, 20 октября 1966 года, в своей квартире была обнаружена избитой и задушенной 61-летняя Роза Уинстелл. 9 декабря 1966 года преступник совершил нападение на 81-летнюю Лулу Керрик в лифте её многоквартирного дома, расположенного в центре города, в ходе которого избил и задушил женщину одним из её чулков.

## Расследование
Серия убийств вызвала моральную панику среди населения Цинциннати, вследствие чего в городе был зарегистрирован колоссальный рост продаж оружия и дверных замков, уровень доверия женщин и девушек по отношению к незнакомцам резко снизился, а полиция Цинциннати объявила о проведении специальной полицейской операции по поимке виновных и наделении особыми полномочиями представителей правоохранительных органов.
9 декабря 1966 года после совершения убийства 81-летней Лулы Керрик, в полицию обратилась 22-летняя Сандра Чапас, которая заявила, что за несколько часов до убийства Керрик, она стала жертвой преследования со стороны чернокожего человека, который преследовал её на автомобиле, а после совершил на неё попытку нападения на лестничной клетке её дома в непосредственной близости от её квартиры, которая завершилась неудачно из-за вмешательства её соседа. Чапас и ряд других свидетелей запомнили автомобильный номер машины, на которой передвигался преступник, и передали эти данные полиции, на основании которых вечером того же дня был задержан хозяин автомобиля — 29-летний Постил Ласки-младший, работавший на момент задержания разнорабочим. Ласки проживал вместе с матерью и в свободное от работы время пытался построить карьеру музыканта, выступая в качестве гитариста в малоизвестном музыкальном коллективе, с целью чего незадолго до задержания ушёл из своего дома и снял квартиру в другой части города, где проживал совместно с другом.
В ходе расследования выяснилось, что в 1965 году Ласки привлекался к уголовной ответственности за совершение нападения на женщину, благодаря чему был условно осуждён в октябре 1965 года с установлением испытательного срока в виде трёх лет. Также было установлено, что Постил Ласки работал водителем такси в компании Yellow Cab Company с июля по декабрь 1962 года, когда все автомобили использовали идентичные ключи зажигания. В период его работы Ласки водил автомобиль под номером 186. Руководство компании заявило полиции, что после увольнения Постил Ласки присвоил себе ключ зажигания и ряд других предметов, которые он был обязан сдать после увольнения. Ночью 13 августа 1966 года и утром 14 августа после угона автомобиля под номером 186 кто-то отвечал на вызовы диспетчера, после чего подобрал Барбару Боумен. В результате опроса посетителей бара нашлись свидетели того, как Боумэн покидала заведение и садилась в такси. После предъявления фотографий подозреваемого все они идентифицировали Постила Ласки как водителя такси и убийцу Барбары Боумен.
После ареста в полицию обратилась 69-летняя Делле Эрнст которая заявила, что опознала Постила Ласки как человека, который совершил на неё нападение сопряжённое с ограблением 4 октября 1966 года. Аналогичные показания дала полиции Вирджиния Хиннерс, которая заявила, что была ограблена Постилом Ласки 21 сентября того же года.

## Последующие события
На основании этих косвенных улик и свидетельских показаний, в апреле 1967 года Постил Ласки был признан виновным в убийстве Барбары Боумен и получил в качестве уголовного наказания смертную казнь на электрическом стуле. Дата исполнения его приговора была назначена на 8 июля 1968 года, но к этому времени его адвокаты подали апелляцию, ссылаясь на тот факт, что в отношении Постила Ласки была нарушена презумпция невиновности, когда прокуратура и впоследствии СМИ заявили, что Ласки является серийным убийцей, что на суде доказать не удалось. Интенсивная огласка по делу о «Душителе из Цинциннати», как и сам эффект гласности, по мнению Ласки и его адвокатов, не позволила ему получить справедливое судебное разбирательство, однако суд отклонил его апелляцию, заявив, что эффект гласности не привёл к расовым и социальным предрассудкам в деле его осуждения, тем не менее после ряда постановлений Верховного суда США, которые подвергли сомнению применение смертной казни в некоторых штатах, штат Огайо в июне 1972 года заменил смертный приговор Ласки на пожизненное лишение свободы с правом условно-досрочного освобождения.
Все последующие годы жизни Постил Ласки провёл в разных пенитенциарных учреждениях штата Огайо. Он несколько раз подавал ходатайства на условно-досрочное освобождение, но ему всегда было отказано. В феврале 2007 года 69-летнему Постилу Ласки в очередной раз было отказано в условно-досрочном освобождении и запрещено подавать подобные ходатайства до 2017 года, но он умер 29 мая 2007 года, находясь в тюрьме, проведя в заключении более 40 лет